# مفتي
المفتي لقب للعالم المسلم المصرح له بإصدار فتوى في أمور الدين. وهو العالم بالمسألة التي يفتي فيها، تأسيسا لا تقليدا، مع ملكة في النظر، وقدرة على الترجيح والنظر المستقل في اجتهاد من سبقوه، لا مجرد نقل وحكاية الأقوال.
والمفتي حسب عقيدة الإسلام «خليفة النبي في أداء وظيفة البيان»، والمفتي موقع عن الله تعالى، «فإن أقدم على الفتوى بمجرد الخرص وما يغلب على الظن فهو آثم وعمله محرم»، فهو قول على الله وعلى رسوله بغير علم، وهو يتحمل وزر من أفتاه. قال الله تعالى في سورة النحل ﴿وَلَا تَقُولُوا لِمَا تَصِفُ أَلْسِنَتُكُمُ الْكَذِبَ هَذَا حَلَالٌ وَهَذَا حَرَامٌ لِتَفْتَرُوا عَلَى اللَّهِ الْكَذِبَ إِنَّ الَّذِينَ يَفْتَرُونَ عَلَى اللَّهِ الْكَذِبَ لَا يُفْلِحُونَ ۝١١٦﴾ [النحل:116]. 

## التعريف
المفتي عند علماء أصول الفقه هو: الرجل المسلم العالم
بأحكام الشرع الإسلامي، وفق شروط مخصوصة، تؤهله للوصول إلى درجة الإفتاء والقضاء. فالمفتي والقاضي درجة واحدة. لكن المفتي مخبر بالحكم، والقاضي ينفذ الأحكام.
وعلم أصول الفقه هو الذي يشرح شروط القاضي والمفتي والمجتهد. ويحدد الأهلية لذلك.

### الفتوى
الفتوى إخبار بالحكم بخلاف القضاء فإنه إصدار الحكم على وجه الإلزام، والفتوى في أمور الدين إخبار بحكم شرعي، والمستفتي هو الذي يطلب الفتوى في حكم أشكل عليه، وقد ورد في الشرع ذكر كلمة استفتاء، ولا يكون الاستفتاء غالبا إلا في أمر مشكل أو خفي غامض من دقائق المسائل، وبسبب جهل السائل بالحكم. والتجرأ على الفتوى من أسباب الخطأ، ولا يتصدر للإفتاء إلا من استجمع شروط الاجتهاد، حيث تعد الفتوى في أمور الدين من مهمات العلماء المتخصصين للفتوى، وفي الحديث: «عن أبي هريرة قال قال رسول الله ﷺ : من أفتي بغير علم كان إثمه على من أفتاه». زاد سليمان المهري في حديثه: «ومن أشار على أخيه بأمر يعلم أن الرشد في غيره فقد خانه». وهذا لفظ سليمان 
والمعنى: أن «من أفتي بغير علم» بالبناء للمفعول أي: من وقع في خطأ بفتوى عالم فالإثم على ذلك العالم وهذا إذا لم يكن الخطأ في محل الاجتهاد، أو كان في محل الاجتهاد إلا أنه وقع لعدم بلوغه في الاجتهاد حقه. قاله في فتح الودود.
كما أن الإفتاء لا يكون بالرأي الشخصي وإن وافق الحق
وفي الحديث: «عن جندب قال قال رسول الله ﷺ  من قال في كتاب الله عز وجل برأيه فأصاب فقد أخطأ». وسبب الخطأ تقديم الرأي على الشرع واتباع الهوى، وعدم وجود الأهلية. ومن تعلم أو قرأ شيئا من العلم؛ لا يجوز له الإقدام على الإفتاء؛ لأن الأحكام الظاهرة قد تأخذ منحى آخر ربما يقصر فهمه عن إدراكة، فقد أصيب رجل بشج وصل إلى باطن رأسه، فأصابته جنابة فسأل عن الحكم، فقيل له: عليك الاغتسال بتعميم جميع البدن ولا مخرج لك من ذلك، وكانت الفتوى أخذا بظاهر الشرع، فاغتسل الرجل فوصل الماء إلى دماغه فمات.....الحديث.

#### الإفتاء بغير علم
إذا لم يكن في المفتي أهلية الإفتاء فقد وقع في الخطأ، 
«عن عامر بن عبد الله بن الزبير عن أبيه قال قلت للزبير ما يمنعك أن تحدث عن رسول الله ﷺ  كما يحدث عنه أصحابه فقال أما والله لقد كان لي منه وجه ومنزلة ولكني سمعته يقول: من كذب علي متعمدا فليتبوأ مقعده من النار».
«عن عبد الله بن عمرو بن العاص قال: سمعت رسول الله ﷺ  يقول: "إن الله لا يقبض العلم انتزاعا ينتزعه من العباد، ولكن يقبض العلم بقبض العلماء، حتى إذا لم يبق عالما اتخذ الناس رؤوسا جهالا فسئلوا فأفتوا بغير علم فضلوا وأضلوا».
وقد كان أئمة السلف وفضلاء الخلف يتورعون عن تولي مهمة القضاء والإفتاء؛ خشية الزلل.

### أحكام الإفتاء
اهتم العلماء بأحكام الإفتاء والمفتي وأفردوا كتبا لذلك منهم على سبيل المثال: أبو القاسم الصيمري شيخ صاحب الحاوي، ثم الخطيب أبو بكر الحافظ البغدادي ثم الشيخ أبو عمرو بن الصلاح، وكل منهم ذكر نفائس لم يذكرها الآخران، وقد لخصها النووي، وأضاف إليها تفاصيل.
للإفتاء مكانة مهمة في الإسلام، وهو فرض كفاية، والمفتي وارث الأنبياء، ومتحدث بلسان الشرع، وموقع عن الله، ولكنه معرض للخطأ. قال النووي: «وروينا عن ابن المنكدر قال: العالم بين الله تعالى وخلقه فلينظر كيف يدخل بينهم. وروينا عن السلف وفضلاء الخلف من التوقف عن الفتيا أشياء كثيرة معروفة نذكر منها أحرفا تبركا، وروينا عن عبد الرحمن بن أبي ليلى قال: أدركت عشرين ومائة من الأنصار من أصحاب رسول الله ﷺ  يسأل أحدهم عن المسألة فيردها هذا إلى هذا، وهذا إلى هذا، حتى ترجع إلى الأول». عن ابن مسعود وابن عباس رضي الله عنهم من أفتى عن كل ما يسأل فهو مجنون. وعن الشعبي والحسن وأبي حصين بفتح الحاء التابعيين قالوا: إن أحدكم ليفتي في المسألة ولو وردت على عمر بن الخطاب رضي الله عنه لجمع لها أهل بدر. وعن عطاء بن السائب التابعي: أدركت أقواما يسأل أحدهم عن الشيء فيتكلم وهو يرعد، وعن ابن عباس ومحمد بن عجلان: إذا أغفل العالم (لا أدري) أصيبت مقاتله. وعن سفيان بن عيينة وسحنون: أجسر الناس على الفتيا أقلهم علما . وعن الشافعي وقد سئل عن مسألة فلم يجب، فقيل له، فقال: حتى أدري أن الفضل في السكوت أو في الجواب. وعن الأثرم: سمعت أحمد بن حنبل يكثر أن يقول: لا أدري، وذلك فيما عرف الأقاويل فيه. وعن الهيثم بن جميل: شهدت مالكا سئل عن ثمان وأربعين مسألة فقال في اثنتين وثلاثين منها: لا أدري. وعن مالك أيضا: أنه ربما كان يسأل عن خمسين مسألة فلا يجيب في واحدة منها، وكان يقول: من أجاب في مسألة فينبغي قبل الجواب أن يعرض نفسه على الجنة والنار وكيف خلاصه ثم يجيب. وسئل عن مسألة فقال: لا أدري فقيل: هي مسألة خفيفة سهلة فغضب وقال: ليس في العلم شيء خفيف. وقال الشافعي: ما رأيت أحدا جمع الله تعالى فيه من آلة الفتيا ما جمع في ابن عيينة أسكت منه عن الفتيا. وقال أبو حنيفة: لولا الفرق من الله تعالى أن يضيع العلم ما أفتيت، يكون لهم المهنأ وعلي الوزر. وأقوالهم في هذا كثيرة معروفة.
قال الصيمري والخطيب: قل من حرص على الفتيا وسابق إليها وثابر عليها إلا قل توفيقه واضطرب في أموره. وإن كان كارها لذلك، غير مؤثر له ما وجد عنه مندوحة، وأحال الأمر فيه على غيره، كانت المعونة له من الله أكثر، والصلاح في جوابه أغلب، واستدلا بقوله ﷺ  في الحديث الصحيح: «لا تسأل الإمارة فإنك إن أعطيتها عن مسألة وكلت إليها ، وإن أعطيتها عن غير مسألة أعنت عليها».

### شروط المفتي
يشترط فيمن يتولى الإفتاء والقضاء أن يمتلك الأهلية والكفاءة العلمية، والقدرة على استنباط الأحكام الشرعية، 
قال النووي: «شرط المفتي كونه مكلفا مسلما وثقة مأمونا متنزها عن أسباب الفسق وخوارم المروءة، فقيه النفس، سليم الذهن، رصين الفكر، صحيح التصرف والاستنباط، متيقظا».
وقال أبو يوسف: أن الفتوى لا تحل إلا لمجتهد. وقال محمد: يكفي أن يكون صوابه أكثر من خطئه. وقد ذكر العلماء تفصيل ذلك بأنه لا يشترط بلوغ رتبة الاجتهاد المطلق، بل يجوز أن يكون مقلدا لمذهبه، ويكفي أن يملك أهلية الاجتهاد والترجيح في مسائل المذهب وما يستجد من المسائل، وفق شروط محددة لذلك. ولا يفتى من مذهبه إلا بقول واحد إلا إذا دعت الحاجة.
بعد تدوين المذاهب الفقهية وعمل الناس عليها على مدى قرون من الزمن صار الإفتاء في كل بلد وفق مذهب معين، والمفتي مقلد لمذهبه ولا يجتهد فيما تقرر وجرى عليه التوافق والقبول، بل يكون فيما يعرض من المسائل.